# Estación Jujuy (Belgrano)
Jujuy era una estación de ferrocarril ubicada en la ciudad de San Salvador de Jujuy, provincia de Jujuy, Argentina.

## Servicios
No presta servicios de pasajeros ni de cargas desde 1993. Sus vías e instalaciones pertenecientes al Ferrocarril General Belgrano están a cargo del gobierno provincial.
En su edificio funciona un centro cultural.